# Bridges to Babylon Tour ’97–98
| Оценки критиков | Оценки критиков |
| Источник        | Оценка          |
| --------------- | --------------- |
| AllMusic        | [ 1 ]           |

Bridges to Babylon Tour '97-98 — фильм-концерт британской рок-группы The Rolling Stones, был издан на лейбле Warner Bros. в декабре 1998 года. Концерт был снят на арене TWA Dome в Сент-Луисе 12 декабря 1997 года во время турне Bridges to Babylon Tour. В съёмках концерта приняли участие музыканты Дэйв Мэтьюс и Джошуа Редман.
Также, концерт транслировался по схеме «плати за просмотр». Из DVD издания были вырезаны 4 песни сыгранные группой во время концерта (из 23-х) — «Anybody Seen My Baby?», «Corinna», «All About You» и «The Last Time». Композиции «Waiting On A Friend», «Corinna» и «The Last Time», исполненные во время этого выступлении, впоследствии были включены в концертный альбом No Security.
В 2013 году телеканал VH1 присудул этому фильму 10-е место в рейтинге «10 лучших концертных фильмов The Rolling Stones всех времён», отметив что в нём «группа продемонстрировала, что все ещё находится на пике своей формы, несмотря на отсутствие басиста Билла Уаймена».

## Список композиций
1. Opening
2. «(I Can’t Get No) Satisfaction»
3. «Let’s Spend the Night Together»
4. «Flip The Switch»
5. «Gimme Shelter»
6. «Wild Horses» (при участии Дэйва Мэтьюса)
7. «Saint of Me»
8. «Out of Control»
9. «Waiting on A Friend» (при участии Джошуа Редмана
10. «Miss You»
11. «I Wanna Hold You»
12. Across the bridge (B-stage)
13. «It’s Only Rock 'n Roll (But I Like It)»
14. «Like a Rolling Stone»
15. «Sympathy for the Devil»
16. «Tumbling Dice»
17. «Honky Tonk Women»
18. «Start Me Up»
19. «Jumpin' Jack Flash»
20. «You Can’t Always Get What You Want»
21. «Brown Sugar»
22. Bows and End credits

## Участники записи
| The Rolling Stones - Мик Джаггер — ведущий вокал, гитара, губная гармоника - Кит Ричардс — гитары и вокал - Чарли Уоттс — ударные - Ронни Вуд — электрогитара, бэк-вокал Приглашённые музыканты - Дэйв Мэтьюс — вокал на «Wild Horses» - Джошуа Редман — саксофон на «Waiting on a Friend» | Дополнительные музыканты - Дэррил Джонс — бас-гитара - Чак Ливелл — клавишные, бэк-вокал - Бернард Фоулер — бэк-вокал, перкуссия - Лиза Фишер — бэк-вокал - Блонди Чаплин — бэк-вокал, перкуссия - Бобби Киз — саксофон - Кент Смит — труба - Энди Снайцер — саксофон, орган - Майкл Дэвис — тромбон |